# Breynia disticha
A Breynia disticha a Malpighiales rendjébe, ezen belül a Phyllanthaceae családjába tartozó faj.

## Előfordulása
A Breynia disticha eredetileg a Csendes-óceán nyugati felén lévő Új-Kaledónia és Vanuatu szigeteken őshonos. Felfedezése óta, 1776-tól sok más szigetre és területre is betelepítette az ember; ilyen helyek a következők: Karib-szigetek, São Tomé és Príncipe, Seychelle-szigetek, Chagos-szigetek, Ogaszavara-szigetek, Norfolk-sziget, Fidzsi-szigetek, Line-szigetek, Társaság-szigetek, Hawaii, stb., valamint az Amerikai Egyesült Államokbeli Florida.
A színes levelei miatt közkedvelt dísznövényé vált.

## Szaporodása
Mint sok más Breynia-fajt, ezt a növényt is az Epicephala nembéli lepkék porozzák meg.

## Képek

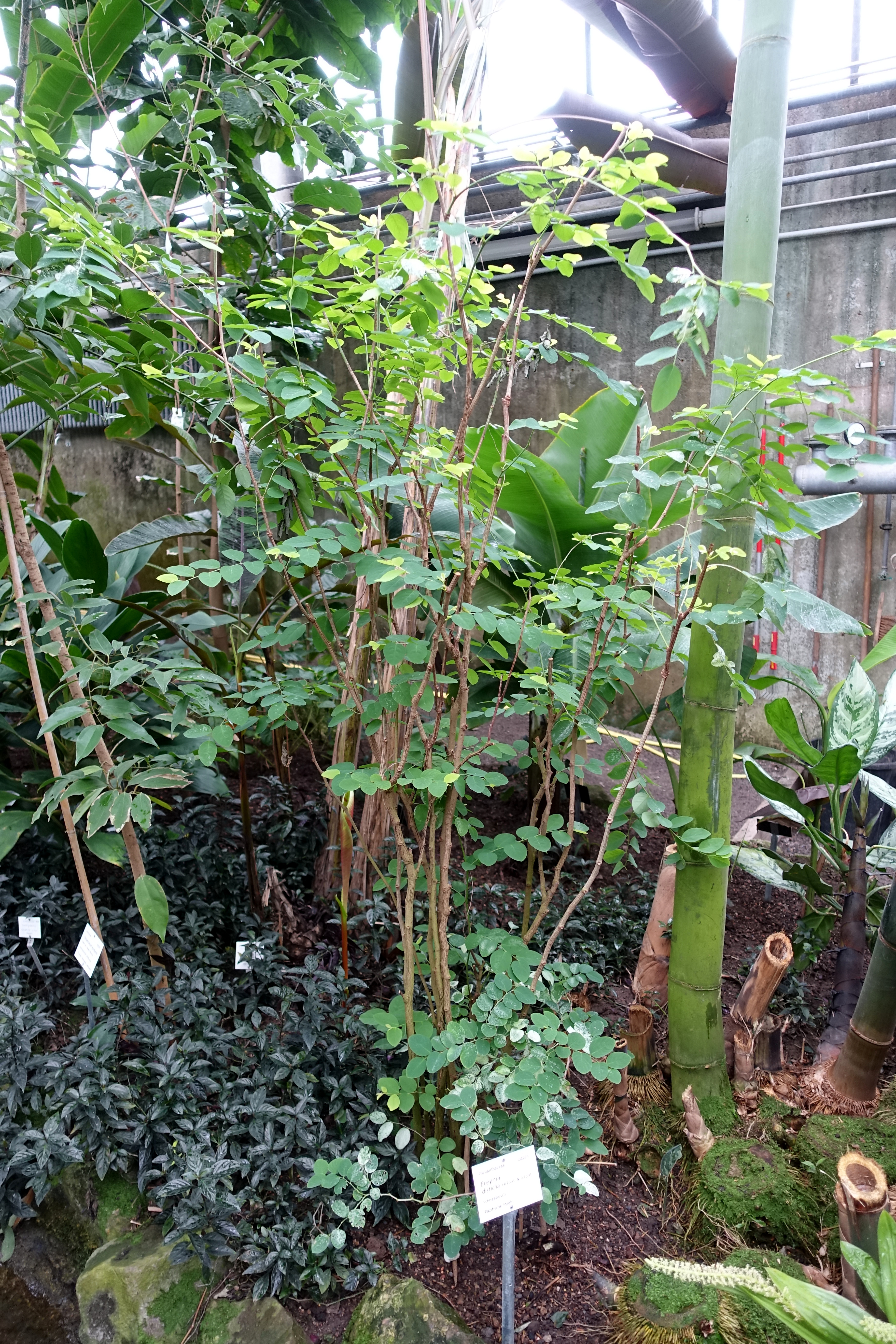
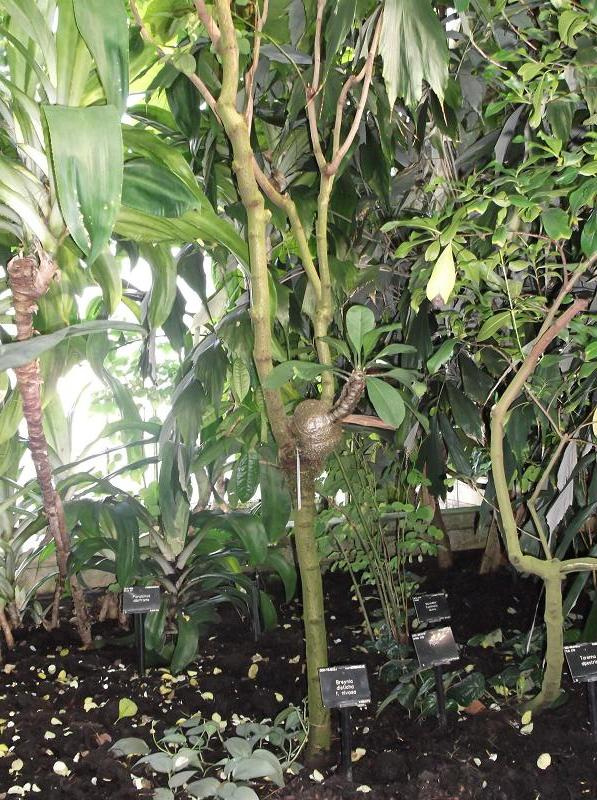
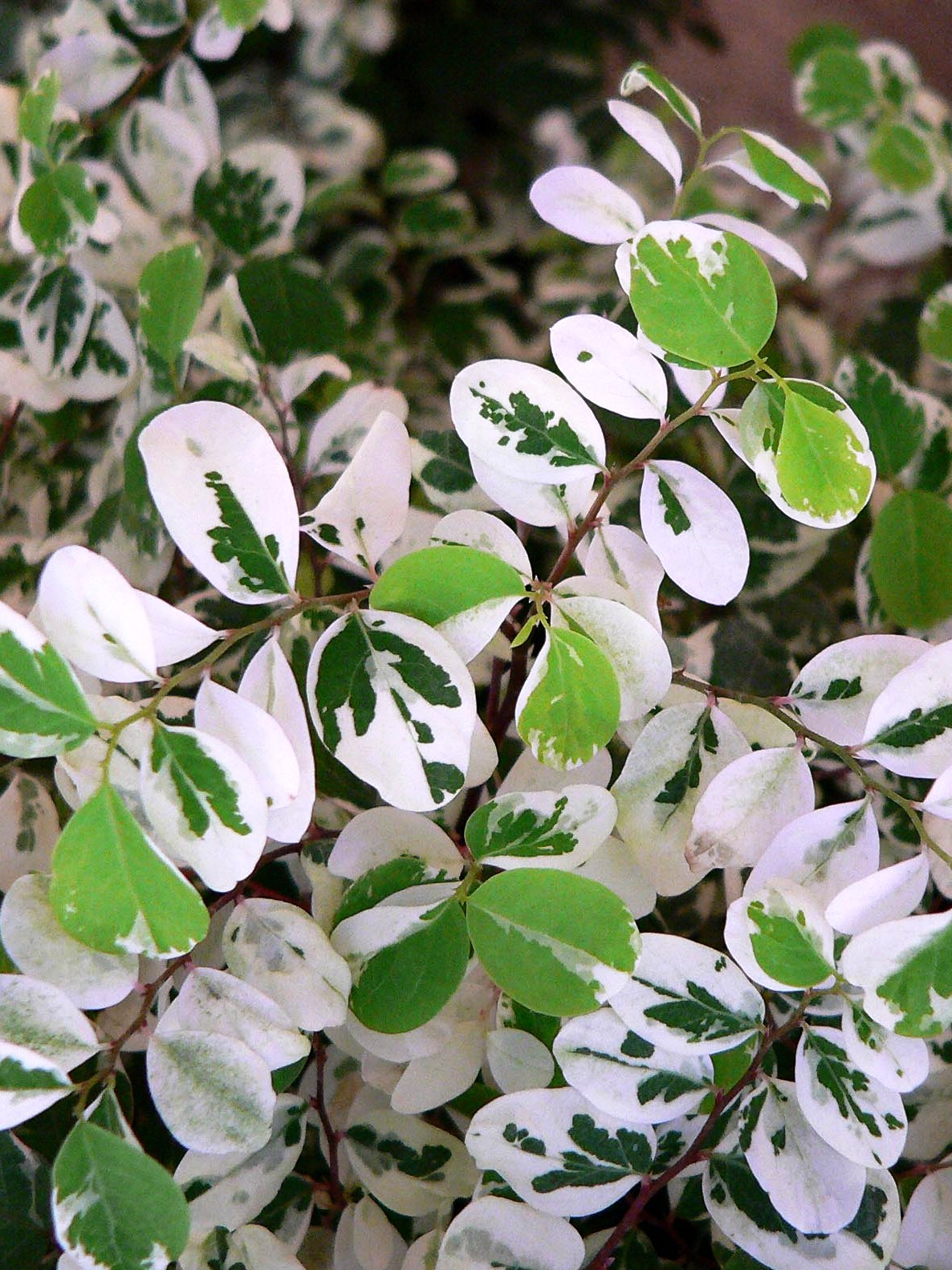
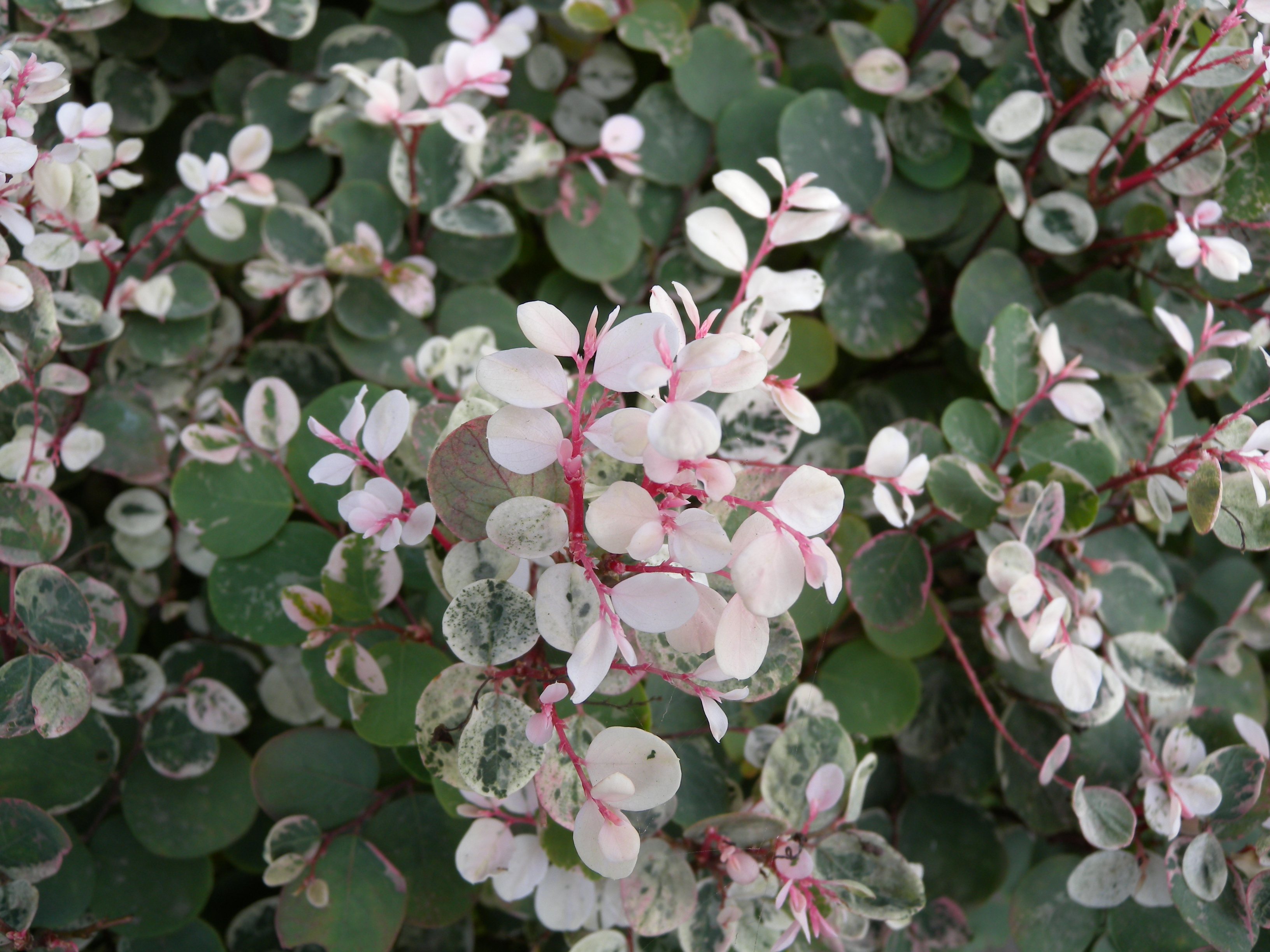
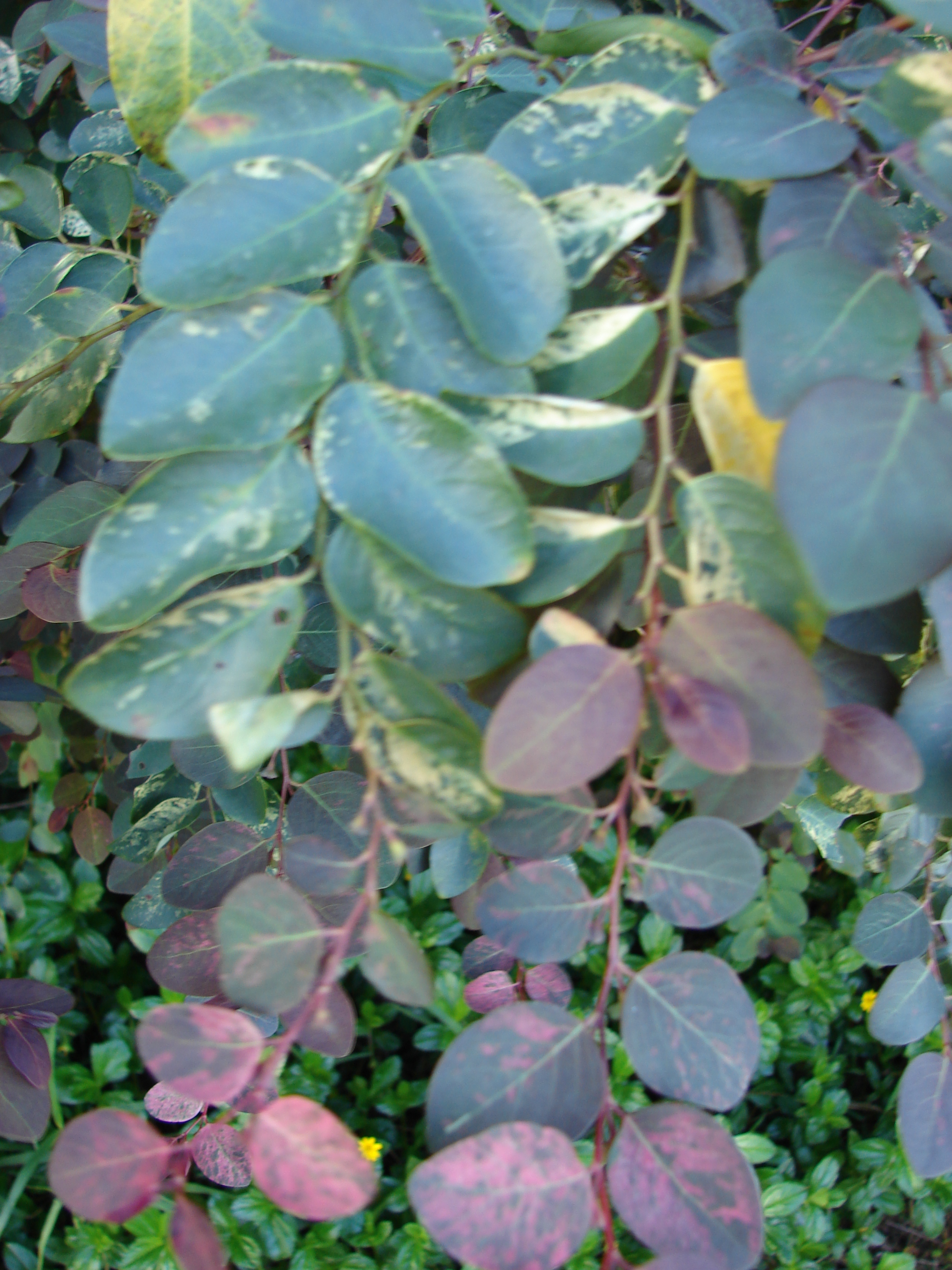

## Fordítás
- Ez a szócikk részben vagy egészben  a   Breynia disticha című angol Wikipédia-szócikk ezen változatának fordításán alapul.  Az eredeti cikk szerkesztőit annak laptörténete sorolja fel. Ez a jelzés csupán a megfogalmazás eredetét és a szerzői jogokat jelzi, nem szolgál a cikkben szereplő információk forrásmegjelöléseként.